# Aphis coridifoliae
Aphis coridifoliae är en insektsart som beskrevs av Mier Durante och Ortego 1999. Aphis coridifoliae ingår i släktet Aphis och familjen långrörsbladlöss. Inga underarter finns listade i Catalogue of Life.